# Burlesque on Carmen
Burlesque on Carmen (no Brasil, Carmen às avessas / em Portugal, Carmen) é um filme mudo estadunidense de curta-metragem de 1915, do gênero comédia, produzido por Jess Robbins para o Estúdios Essanay, e escrito, dirigido e protagonizado por Charles Chaplin.
O roteiro baseou-se na novela Carmen, de Prosper Mérimée, e foi o décimo terceiro filme realizado por Chaplin para a Essanay. No ano seguinte ao de seu lançamento, bem antes de Chaplin sair do estúdio, foi lançado uma outra versão de Burlesque on Carmen, com o mesmo título.

## Sinopse
Uma cigana é encarregada de seduzir um oficial da guarda, a fim de que ele deixe passar um contrabando.

## Elenco
- Charles Chaplin .... Darn Hosiery
- Edna Purviance .... Carmen
- Jack Handerson .... Lillas Pastia

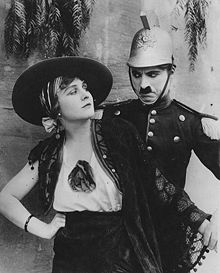
Cena do filme

- Leo White .... Morales, oficial da guarda
- John Rand .... Escamillo, o toureador
- May White .... Frasquita
- Bud Jamison .... soldado
- Lawrence A. Bowes .... cigano
- Frank J. Coleman .... soldadoBurlesque on Carmen